# Paige en Ryanne Kettner
Paige en Ryanne Kettner (Virginia Beach, 21 januari 1991) zijn Amerikaanse actrices.

## Biografie
Paige en Ryanne, een eeneiige tweeling, traden tussen 1994 en 2001 samen op als actrice. De eerste keer dat ze op televisie verschenen was in de televisieserie Beverly Hills, 90210. Ze zijn vooral bekend geworden met hun optreden in de televisieserie Days of our Lives (1995-2001) als Abby Deveraux.
Hun vaardigheden zijn gymnastiek, zingen en voetbal.

## Filmografie[1]

### Films
- 1995 How to Make an American Quilt – als kleine Evie
- 1996 A Case for Life – als Rebecca Porter

### Televisieseries
- 1994 Beverly Hills, 90210 – als Erin Silver – 3 afleveringen
- 1995-2001 Days of our Lives – als Abby Deveraux – 8 afleveringen